# Fodina pergrata
Fodina pergrata là một loài bướm đêm trong họ Noctuidae.